# انحياز الانسحاب
انحياز الانسحاب هو تشويش منهجي قد يصيب نتائج تجربة سريرية بسبب انسحاب بعض أفراد مجموعات المقارنة المشكلة للتجربة، واستبعادهم من تحليل نتائج التجربة. فمثلاً قد ينسحب المرضى من المجموعة التجريبية خوفاً من التأثيرات الجانبية للدواء، مما يؤثر سلباً على نتائج التجربة.